# Муравйов-Апостол Іван Матвійович

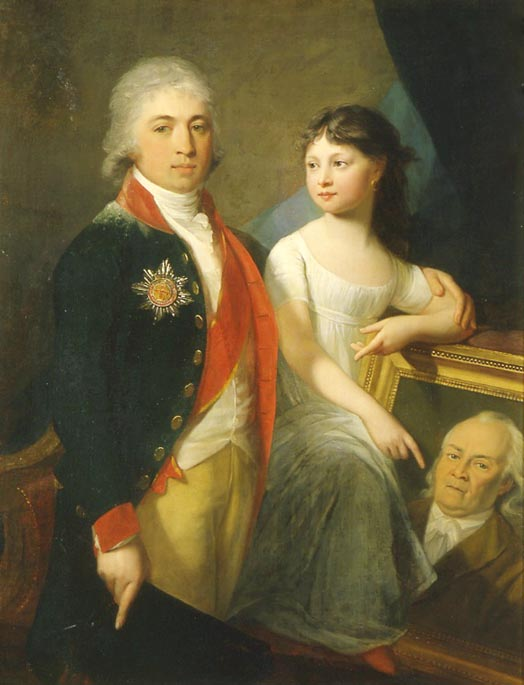
Худ. Жан-Лоран Моньє. «Іван Матвійович Муравйов-Апостол з дочкою Єлизаветою», 1799 р. Новгородський музей мистецтв і історії

Муравйов-Апостол Іван Матвійович (01.11.1768, Москва — 12/24.03.1851, Петербург) — письменник-просвітитель, перекладач, дипломат, член Російської академії (1811 рік), таємний радник, сенатор.

## Походження
Народився в родині військового. Мати — Олена Петрівна Апостол була онукою гетьмана України Дани́ла Павловича Апо́стола. Батько — генерал-майор Муравйов Матвій Артамонович. Олена Петрівна вийшла заміж за Матвія Артамоновича всупереч волі батьків і Апостоли позбавили дочку посагу. Мати померла після пологів. 1801 року Іван Матвійович прийняв додаток Апостол до власного прізвища, позаяк рід Апостол зникав за відсутністю спадкоємців чоловіків.

## Освіта і навчання
Служив у престижному Ізмайловському полку, куди 1773 року був записаний солдатом. В період років 1776-1777 навчався в німецькому пансіоні Леонарда Ейлера, науковця, математика (1707-1783) в Санкт-Петербурзі. Коли пансіон закрили, продовжив навчання вдома.
3 1784 року служив у Колегії іноземних справ, відділок провіанту.

## Припалацова кар'єра
Мав протекцію М. Н. Муравйова, що забезпечило Івану Матвійовичу посаду при дворі російської імператриці Катерини II. Цариця зробила його вихователем при власних онуках Олександрі та Константині. Згодом він мав посаду обер-церемоніймейстера. Дивним чином гнучкий царедворець  Іван Матвійович зумів сподобатись як старій імператриці, так і її майбутньому падкоємцю Павлу, особам протилежним за здібностями та настановами, котрі роками перебували у неприхованому конфлікті.

## Кар'єра дипломата
У 1796—1805 рр. перебував на дипломатичній службі за кордоном. Обіймав посаду посланника спочатку в Гамбурзі, потім у Мадриді. Мав відповідні дипломатичні здібності, до того ж володів не менш як вісьмома різними мовами. Дотримувався антифранцузьких позицій у власній дипломатичній практиці, позаяк його консервативні настанови зачіпали спочатку радикалізм діячів французької революції 1789-1793 рр., а потім радикалізм диктатора Бонапарта, котрий багатьма приймався як нешляхетний вискочень.

## Відставка
Після відставки (1806 року) жив у своєму хомутецькому маєтку, де за ним рахувалося 3478 душ кріпаків. Тобто, родина не була бідною, мала палаци в Москві та в Петербурзі.
Швидка відставка була не досить зрозумілою, враховуючи, що Іван Матвійович був колись номінально вихователем діючого імператора Олександра І. За даними Олександра Пушкіна, російського поета і історика, відставка була вимушеною, позаяк дипломата звинуватили у викритті підготовки до убивства імператора Павла. В убивстві був щиро зацікавлений Олександр І, але волав всіляко відсахнутися від підготовки до убивства, так і вийти чистим зі скрутних обставин власного приходу до влади у віці 23 роки (його батько Павло Петрович посів російський престол лише у віці 42 роки і всупереч заповіту Катерини ІІ).
Холодність імператора Олександра І примусила Івана Матвійовича до 1824 року ніде не служити, незважаючи на вісім засвоєних мов і досвід дипломата.

## Літературні вправи

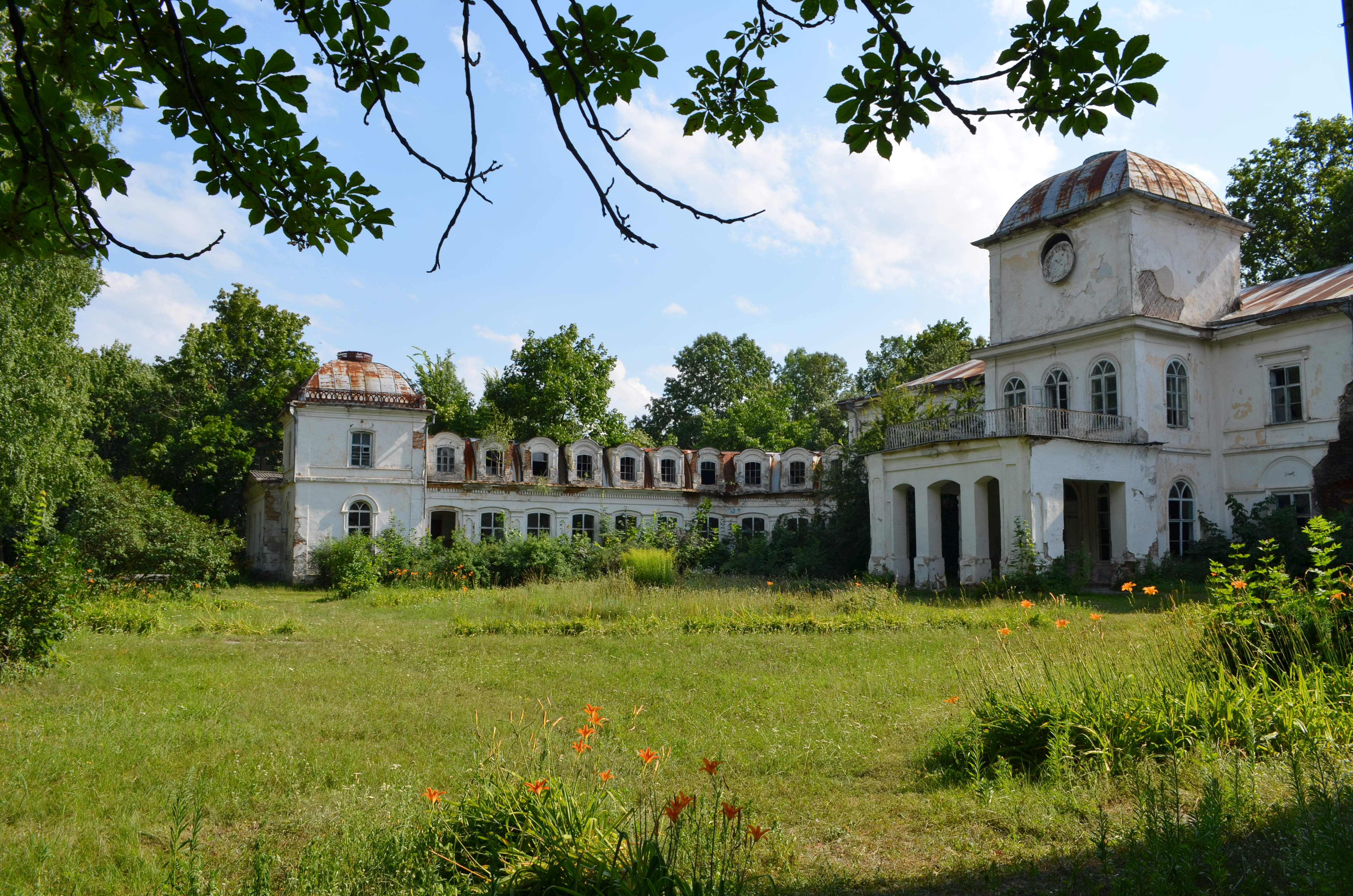
Садиба Хомутець, Україна, Полтавська область.

Ще з 18 століття в середовищі російських дворян отримали поширення настанови про престижність літертурних вправ. Особливо поціновуваласть здібність складати вірші. Прихильність до поетів мали і російські царі, позаяк мріяли пестити власні вуха одами та дифірамбами, а по смерті залишити віршовану історію власного царювання.
Престиж літературних вправ почав рекрутувати до власних лав різних осіб, як з відсутністю здібностей, так і обдарованих. Лише практика відсіювала абсолютно невдалих віршоплетів, навіть якщо ті заводили у власних садибах друкарні, де друкували власні віршовані опуси (так, графоманом і поетом-дилетантом був Струйський Миколай Єремеєвич, що мав друкарню і оприлюднював власні опуси)."По имени струя, А по стихам — болото" кепкував з його віршів російський поет Гаврило Державін.
Займався науковою і літературною діяльністю, перекладав твори закордонних авторів, написав одну з перших наукових праць з історії та географії Криму «Путешествие по Тавриде» (СПБ, 1823 р.). Був людиною ліберально-прогресивних поглядів, підтримував зв'язки з різними діячами культури. В його господі відбувалися зустрічі членів таємних товариств, котрі шукали шляхів реформування застарілих законів Російської імперії.
Влітку 1819 року володар садиби Хомутець, перебуваючи у відставці, закінчив переклад на російську комедії Арістофана «Хмари». У передмові п'єси до видання 1821 року автор-перекладач писав — 
| Схвалення знавців буде для мене бажаною нагородою та може надихнути мене перекласти, якщо не весь театр(альний репертуар) Арістофана, то, можливо, ще декорті з його комедій... Прагнути я можу, але обіцяти цього — ні. В літературних вправах потрібні три обставини, необхідні для успіху, котрими я в повній мірі насолоджувався минулого літа : (вільне) дозвілля, здоров'я і той стан розуму та серця, котрий ми називаємо щастям. Цей збіг обставин хто може мені пообіцяти в майбутньому ? Містечко Хомутець, грудня 16 дня 1819 року. |

## Характер особи. Останні роки
Іван Матвійович мав всі недоліки та переваги багатого російського поміщика. Він не відрізнявся економністю і розпорощив два мільйони прибутку. Був егоїстичним і тиранічним з домашніми. В оточенні дворянському намагався бути ліберальним, світські люб'язним чи гостинним.
1826 року його звільнили з посад і рахували відсутнім сенатором. В Російській імперії вже тоді діяла практика замовчування тих державних діячів, що були на підозрі у існуючого політичного режиму. Ім'я Івана Матвійовича Муравйова-Апостола не згадували в офіційних виданнях до 1847 року. Від відбув за кордон і мешкав переважно у Відні та у Флоренції. Відомо, що створив мемуари.
Його мемуари та приватна бібліотека втрачені (лише окремі видання знайдені у Москві і передані до бібліотеки Московського університету). В імперію повернуся наприкінці 1840-х років. Помер у Петербурзі.

## Три сини декабристи
Троє його синів — Матвій, Сергій та Іполит — стали видатними діячами декабристського руху і загинули в боротьбі. На їхню честь посадив у Хомутецькій садибі дуб-трійцю, якому з кореня радощів і надій судилося стати деревом скорботи. Переживши трагічну розв'язку, в 1826 році виїхав за кордон, де перебував до кінця 1840-х років, після чого доживав віку в Петербурзі.

## Галерея

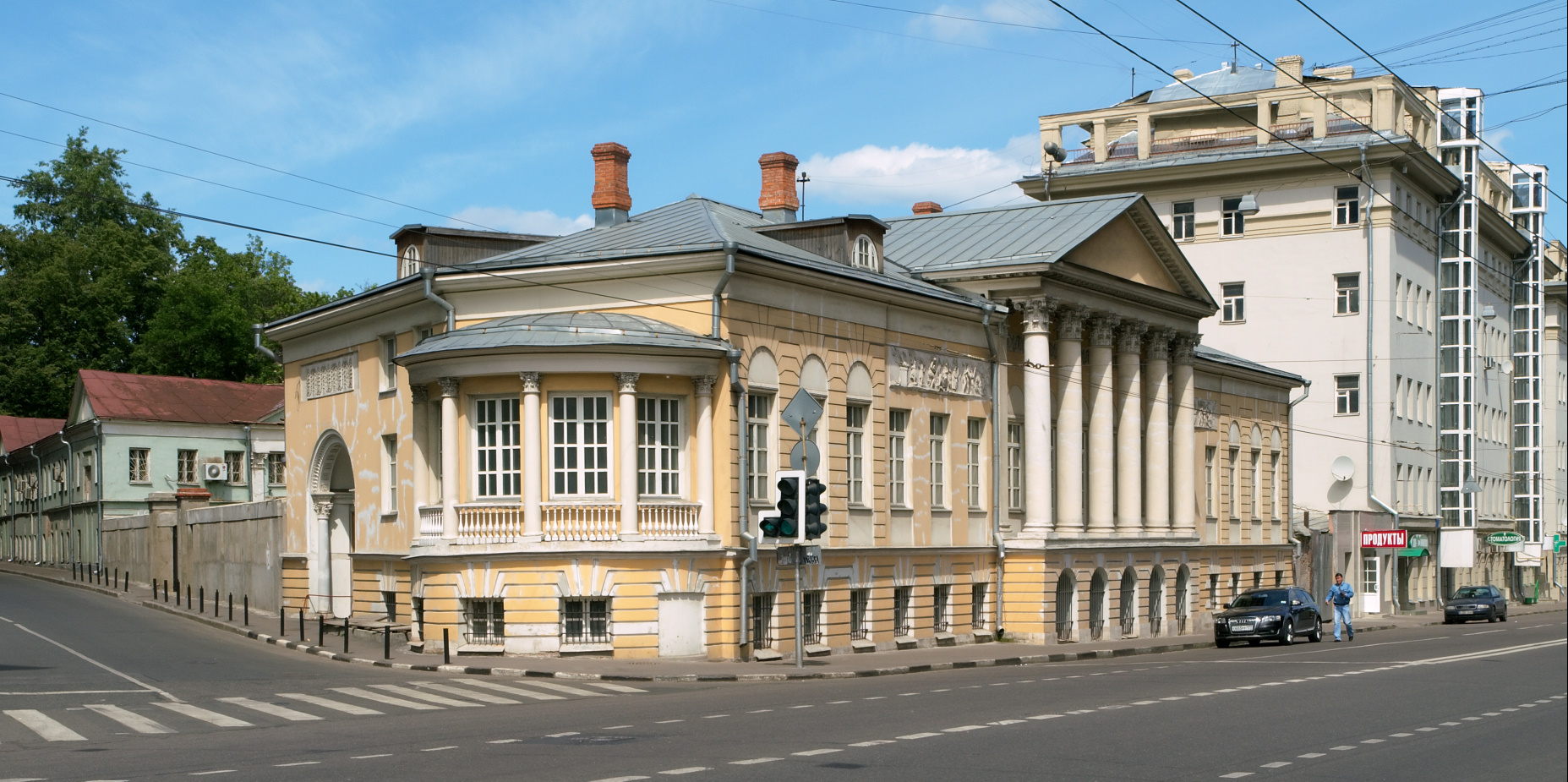
Московський палац І.М. Муравйова-Апостола, вул. Стара Басманна
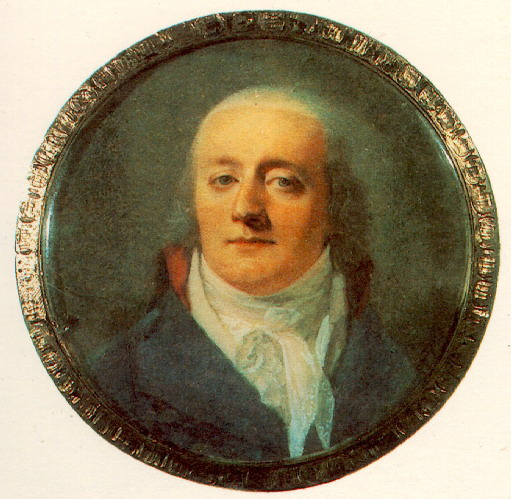
Худ. Д. Боссі. І.М. Муравйов-Апостол наприкінці 18 ст.
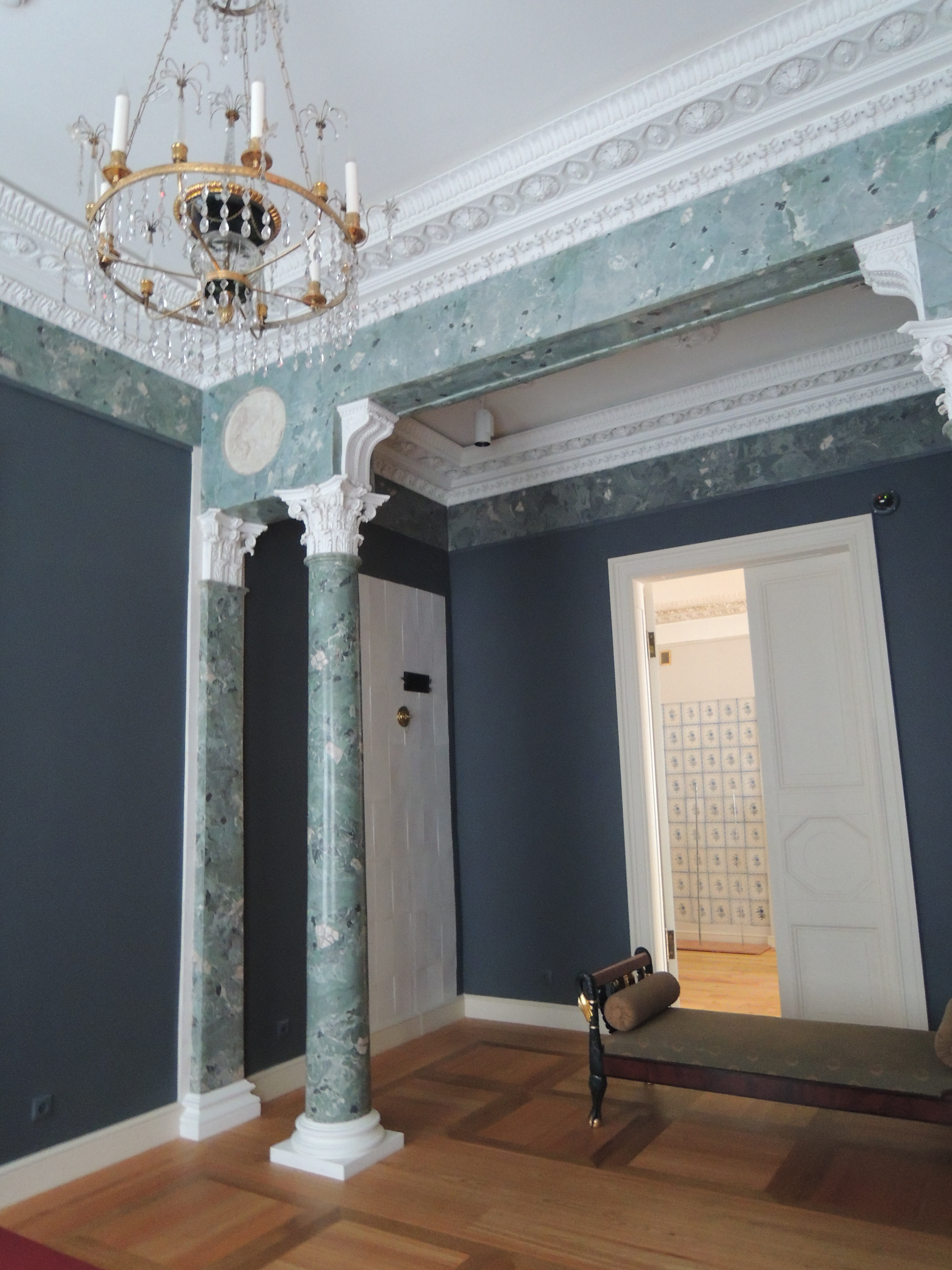
Реставрований парадний інтер'єр московської садиби І.М. Муравйова-Апостола, вул. Стара Басманна
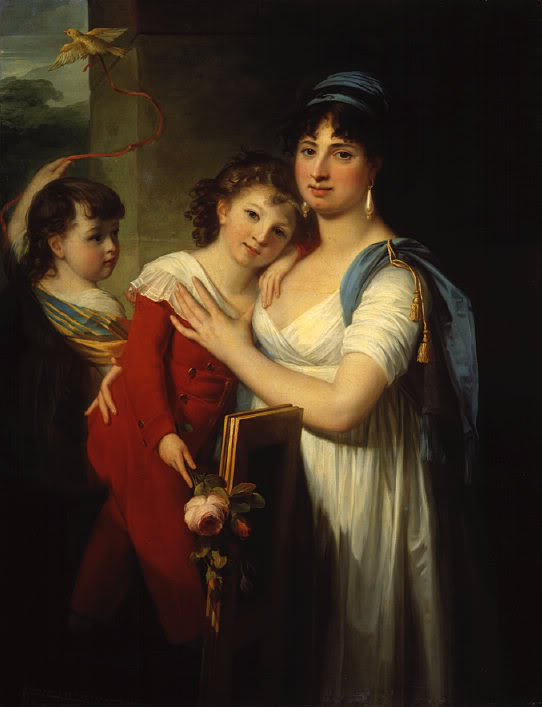
Худ. Жан-Лоран Моньє. Перша дружина Івана Муравйова-Апостола з сином Матвієм та дочкою Катериною.